# Гіжаса-де-Сус
Гіжаса-де-Сус (рум. Ghijasa de Sus) — село у повіті Сібіу в Румунії. Входить до складу комуни Алцина.
Село розташоване на відстані 215 км на північний захід від Бухареста, 30 км на північний схід від Сібіу, 108 км на південний схід від Клуж-Напоки, 99 км на захід від Брашова.

## Населення
За даними перепису населення 2002 року у селі проживали 239 осіб, усі — румуни. Усі жителі села рідною мовою назвали румунську.